# Мончегорское лесничество
Мончего́рское лесничество — находится на территории муниципальных образований Ловозерского и Кольского районов и на территориях, городских поселений: Мончегорск, Оленегорск, Кировск и Апатиты, Мурманской области, Россия.
В составе лесничества, числятся: 3 участковых лесничества. Это — Мончеозёрское, Оленегорское, Мончегорское участковые лесничества.
Площадь лесничества составляет — 419490 га, девятое по площади в округе.
Рельеф территории лесничества равнинный.

## Адрес управления
г. Мончегорск, Ленинградская набережная, 22.

## Участковые лесничества
| № | Название лесничества |
| - | -------------------- |
| 1 | Мончеозёрское        |
| 2 | Оленегорское         |
| 3 | Мончегорское         |